# Protomedeia dulkeiti
Protomedeia dulkeiti är en kräftdjursart. Protomedeia dulkeiti ingår i släktet Protomedeia och familjen Isaeidae. Inga underarter finns listade i Catalogue of Life.